# Takelot (sumo sacerdote)
Takelot fue sumo sacerdote de Amón en Tebas, de c. 800 a 775 a. C., durante el periodo de la Dinastía XXII del antiguo Egipto.
Hijo del príncipe de Heracleópolis Magna y sumo sacerdote de Amón Nimlot II.
Fue sucesor del sumo sacerdote de Amón en Tebas Horsiese II.
Era coetáneo de Padibastet y Sheshonq IV, según las inscripciones halladas en el nilómetro de Karnak, registrando el año 23.º de Padibastet y el 6.º del reinado de Sheshonq.

## Titulatura
| Titulatura | Jeroglífico | Transliteración (transcripción) - traducción - (referencias) |

| R8 | U36 | D1 · Q3 · N35 | M17 | Y5 · N35 | U33 | V31 · D21 | N18 · V13 |

| R8 | U36 | D1 · Q3 · N35 | M17 | Y5 · N35 | U33 | V31 · D21 | N18 · V13 |